# Rejon jampolski (obwód winnicki)
Rejon jampolski – była jednostka administracyjna w składzie obwodu winnickiego Ukrainy.
Powstał w 1965. Miał powierzchnię 790 km² i liczył około 40 tysięcy mieszkańców. Siedzibą władz rejonu był Jampol.
W skład rejonu wchodziły: jedna miejska rada oraz 18 silskich rad, obejmujących 38 wsi.

## Miejscowości rejonu
- (Безводне)
- Biała (Біла)
- Busza (Буша)
- (Цекинівка)
- (Держанка)
- Dzygówka (Дзигівка)
- (Дзюброве)
- (Добрянка)
- (Довжок)
- (Дорошівка)
- Frankówka (Франківка)
- (Гальжбіївка)
- Honorówka[2] (Гонорівка)
- (Хмелівщина)
- (Іванків)
- Jampol (Ямпіль)
- Kaczkówka (Качківка)
- Klębówka (Клембівка)
- (Лаврівка)
- (Миронівка)
- Michałówka[3] (Михайлівка)
- (Оксанівка)
- (Петрашівка)
- Pisarzówka[4] (Писарівка)
- (Підлісівка)
- Porohy (Пороги)
- (Придністрянське)
- (Прилужне)
- (Радянське)
- (Ратуш)
- (Регляшинці)
- (Русава)
- (Северинівка)
- (Слобода-Бушанська)
- (Слобода-Підлісівська)
- (Тростянець)
- (Улянівка)
- (Велика Кісниця)
- (Вітрівка)